# Chrysops inconspicuus
Chrysops inconspicuus är en tvåvingeart som beskrevs av Austen 1907. Chrysops inconspicuus ingår i släktet Chrysops och familjen bromsar.
Artens utbredningsområde är Angola. Inga underarter finns listade i Catalogue of Life.